# Francisco Cámera
Francisco Cámera (11 de janeiro de 1944) é um ex-futebolista uruguaio que atuava como defensor.

## Carreira
Francisco Cámera fez parte do elenco da Seleção Uruguaia de Futebol, na Copa do Mundo de  1970.